# Paratelmatoscopus candidus
Paratelmatoscopus candidus är en tvåvingeart som först beskrevs av Satchell 1958.  Paratelmatoscopus candidus ingår i släktet Paratelmatoscopus och familjen fjärilsmyggor. Inga underarter finns listade i Catalogue of Life.